# Stanisław Kuźnik
Stanisław Kuźnik (ur. 26 listopada 1954 w Wincentowie) – polski reżyser i scenarzysta.
Ukończył socjologię na Uniwersytecie im. Adama Mickiewicza w Poznaniu (1977), a także Wydział Radia i Telewizji Uniwersytetu Śląskiego w Katowicach (1984).

## Filmografia

### Reżyser i scenarzysta
- 2004–2006: Pensjonat pod Różą (reżyserował wybrane odcinki)
- 2000: Centrum Nadziei
- 2000: Wódka
- 1999: Moja Angelika
- 1996: Życie na Ziemi
- 1992: Ratujmy nowomowę!

### Reżyser
- 2003–2008: Na Wspólnej

### Teatr Telewizji
- 2007 – Oskarżeni. Śmierć sierżanta Karosa (autor, reżyseria)
- 2006 – Pan Gustaw i Matylda (autor, współpraca reżyserska)
- 2003 – Obrona (autor, współpraca reżyserska)
- 1988 – Kantata o łożu (reżyseria)